# Lady and the Tramp
Tiểu thư và chàng lang thang (tiếng Anh: Lady and the Tramp), dựa theo truyện ngắn Happy Dan, The Whistling Dog của Ward Greene, bộ phim kể lại câu chuyện tình yêu của Lady và Tramp. Đây là tác phẩm ghi dấu ấn hai cái "đầu tiên" của hãng phim Walt Disney: bộ phim hoạt hình trình chiếu trên màn ảnh rộng đầu tiên và hoạt hình đầu tiên không dựng theo những câu chuyện hay tiểu thuyết kinh điển.

## Tóm tắt cốt truyện
Lady là một nàng cún loại Tây Ban Nha lông dài mượt, đôi tai to rủ xuống dịu dàng. Cô có tất cả những gì bất kỳ chú chó nhà nào cũng phải mơ ước: một bà chủ tốt, một căn nhà ấm áp, những người bạn đáng yêu... cho đến khi trong gia đình xuất hiện một thành viên mới. Đó là một em bé mới sinh – kẻ đã lấy đi sự quan tâm vốn chỉ dành cho Lady từ trước đến nay. Số phận trở nên nghiệt ngã hơn khi Dì Sarah, một người rất yêu mèo, đến trông nhà giúp bà chủ trong vài ngày. Hai chú tiểu hổ sinh đôi rất nghịch, chúng phá hoại lung tung và người bị đổ lỗi lại là Lady tội nghiệp. Cô bị hắt hủi tàn tệ và phải trốn chạy khỏi căn nhà đó. Và thế là Lady bước vào một thế giới hoàn toàn khác không có nhiều màu hồng như cô vẫn thấy.
May sao anh chàng chó lai lang thang Tramp xuất hiện làm thay đổi cuộc đời Lady. Tramp vốn là một chú chó sống tự do, không vướng bận chuồng nhốt hay vòng xích, cũng chẳng phải vẫy đuôi với người chủ nào. Tình cờ anh có mặt trước cửa nhà Lady và rủ cô cùng đi trong cuộc phiêu lưu không có đích đến của anh. Đôi bạn nhanh chóng nảy sinh tình cảm dù họ khác nhau quá nhiều. Để có một cái kết hạnh phúc, một trong hai chú cún này phải thay đổi bản thân. Vậy Lady quý phái sẽ từ bỏ mái ấm để "đi bụi" với Tramp hay anh chàng cún giang hồ chịu dừng bước phiêu lưu để "an cư lạc nghiệp" với nàng Lady xinh đẹp?

## Lồng tiếng
- Barbara Luddy - Tiểu Thư.
- Larry Roberts - chàng Lang Thang.
- Bill Thompson - Jock.
- Bill Baucom - Trusty.
- Verna Felton - dì Sarah.
- George Givot - Tony.
- Lee Millar - Jim Dear.
- Peggy Lee - Darling.
- Stan Freberg - hải ly.
- Alan Reed - Boris.
- Thurl Ravenscroft - cá sấu.
- Dallas McKennon - Toughy.

## Nhạc phim
| 1.  | "Main Title (Bella Notte) / The Wag of a Dog's Tail"                                                      | 2:03 |
| 2.  | "Peace on Earth (Silent Night)"                                                                           | 1:01 |
| 3.  | "It Has a Ribbon / Lady to Bed / A Few Mornings Later"                                                    | 3:53 |
| 4.  | "Sunday / The Rat / Morning Paper"                                                                        | 1:44 |
| 5.  | "A New Blue Collar / Lady Talks To Jock & Trusty / It's Jim Dear"                                         | 3:17 |
| 6.  | "What a Day! / Breakfast at Tony's"                                                                       | 1:05 |
| 7.  | "Warning / Breakout / Snob Hill / A Wee Bairn"                                                            | 2:44 |
| 8.  | "Countdown to B-Day"                                                                                      | 2:05 |
| 9.  | "Baby's First Morning / What Is a Baby / La La Lu"                                                        | 3:11 |
| 10. | "Going Away / Aunt Sarah"                                                                                 | 1:51 |
| 11. | "The Siamese Cat Song / What's Going on Down There?"                                                      | 2:35 |
| 12. | "The Muzzle / Wrong Side of the Tracks"                                                                   | 1:54 |
| 13. | "You Poor Kid / He's Not My Dog"                                                                          | 1:23 |
| 14. | "Through the Zoo / A Log Puller"                                                                          | 1:59 |
| 15. | "Footloose and Collar-Free / A Night at the Restaurant / Bella Notte"                                     | 4:22 |
| 16. | "It's Morning / Ever Chase Chickens / Caught"                                                             | 2:51 |
| 17. | "Home Sweet Home"                                                                                         | 1:30 |
| 18. | "The Pound"                                                                                               | 1:27 |
| 19. | "What a Dog / He's a Tramp"                                                                               | 2:24 |
| 20. | "In the Doghouse / The Rat Returns / Falsely Accused / We've Got to Stop That Wagon / Trusty's Sacrifice" | 6:05 |
| 21. | "Watch the Birdie / Visitors"                                                                             | 2:05 |
| 22. | "Finale (Peace on Earth)"                                                                                 | 0:31 |
|     | |      |

## Nhận xét
Có thể bắt gặp trong Lady and the Tramp một nét gì đó quen thuộc của cuộc sống con người, đó là khoảng cách xã hội giữa "quý tộc" với "giang hồ", đó là những hiểu lầm có thể thay đổi một số phận hay những giây phút lãng mạn của tình yêu đôi lứa. Ta cũng có thể nhận ra chi tiết mang phong cách cổ tích với ông chủ quán mì Ý nhân hậu hay hai người bạn tốt bụng dũng cảm Jock và Trusty của Lady. Sự kết hợp hoàn hảo giữa đời thường với cổ tích đã tạo nên một tác phẩm thành công cho Walt Disney.
Lady and the Tramp là một bộ phim tinh cảm lãng mạn ngọt ngào với những nhân vật đáng yêu. Vốn là một sản phẩm của Walt Disney, hoạt hình này có nét vẽ rất đẹp và mềm mại, màu sắc cũng rực rỡ tươi sáng như thường lệ khiến ai nhìn cũng cảm thấy thích thú và dễ chịu. Bên cạnh đó, các ca khúc trong phim rất thành công, phần lớn là do Peggy Lee đồng sáng tác. Sau này chính Lee đã quay lại kiện hãng Disney vì phát hành băng nhạc mà không chịu chia một phần lợi nhuận cho bà.
Điểm khác biệt lớn nhất ở Lady and the Tramp so với những anh chị em cùng lò khác là không hề có nhân vật phản diện, có chăng chỉ là những cử chỉ quá đáng hay hành động đáng ghét của một số nhân vật. Vì thế sự thành công của những bộ phim không có mâu thuẫn hay đấu tranh kiểu này chủ yếu dựa vào hình ảnh và âm nhạc. Chính hai yếu tố này đã tạo nên chất lãng mạn tuyệt vời cho một câu chuyện tình ngọt ngào của hai chú cún.
Một trong các cảnh khó quên của Lady and the Tramp là cảnh đôi bạn ăn chung, sợi mỳ thu ngắn dần và kết thúc bằng một nụ hôn.